# Jöns Kielberg
Jöns Kielberg, (Jösse på Skröplet) född 1757, död i september 1812, var en svensk allmogemålare, verksam i Småland.
Kielberg var torpare under Lundboholms fideikommiss och kyrkovaktmästare i Våxtorps socken. Bland Kielbergs arbeten märks en bonad daterad 1782 med De tre vise männen samt De visa och fåvitska jungfrurna som ingår i Nordiska museets samlingar samt vid Göteborgs konstmuseum[källa behövs]. Kielbergs son Johannes Kielberg (1794-1859) var även han verksam som allmogemålare.